# خلافت قرطبه
خلافت قرطبه یک پادشاهی اسلامی در شبه‌جزیره ایبری و شمال آفریقا به مرکزیت شهر قرطبه بین سال‌های ۹۲۹ تا ۱۰۳۱ میلادی بود.

## فتح اسپانیا
در سال ۹۲ ه‍.ق یک دسته از مسلمانان به رهبری طارق بن زیاد توانستند بخش اعظم اسپانیا را فتح کنند. اعراب قلمرو جدید خودرا در اسپانیا اندلس می‌گفتند و شهر قرطبه را به پایتختی برگزیدند.

## پیشینه
در سال ۱۳۹ ه‍.ق فردی از خاندان بنی امیه بنام عبدالرحمن یکم با کمک هوادارانش در اندلس و شکست دادن استاندار پیشین اندلس یوسف بن عبدالرحمن الفهری به حکومت می‌رسد و حکومت مستقل امویان را در اندلس تأسیس می‌کند. در دوران اوج آن در زمان عبدالرحمن سوم آن‌ها خود را خلیفه خواندند.
در واقع خلافت قرطبه نخستین نهاد سیاسی مستقل از خلافت اسلامی بود.
از آنجایی که خلفای عباسی مسئول کشتار تقریباً همه افراد خانواده اموی بودند مسئله به رسمیت شناختن خلیفه از طرف عبدالرحمن به هیچ وجه مطرح نبود.

## اوج خلافت اموی اندلس
دوران اوج حکومت اموی اندلس در زمان عبدالرحمن سوم و حکم دوم بود. عبدالرحمن سوم با پیروزی بر مشکلات حکام مخالف قدرت امویان اندلس را به اوج رسانید.

## برتری بر مسیحیان شمال
این سال‌ها از نظر موفقیت‌های بسیاری که در مقابل حکومت‌های مسیحی شمال یعنی لئون و ناوارا بدست آمد نیز ارزشمند بود. اقتدار و برتری عبدالرحمن و اخلاف او را پادشاه لئون و ملکه ناوارا و کنت بارسلون به رسمیت شناختند و این شناسائی اموی فقط ظاهری و تشریفاتی نبود بلکه همراه بود با پرداخت خراج و باج سالانه که عدم پرداخت آن منجر به حمله و هجوم تنبیهی می‌شد. بدین ترتیب اقتدار و نظارت مسلمین بر شبه‌جزیره ایبری در این زمان تا پایان قرن بیش از هر زمان دیگری قبل و بعد از ان بود.

## سقوط و انحطاط خلافت اندلس
خلافت قرطبه در پی جنگ داخلی، معروف به فتنه اندلس که میان نوادگان واپسین خلیفه، یعنی هشام دوم که پس از حکم دوم به تخت نشسته بود، با جانشینان پرده‌دار دربار به نام المنصور درگرفت فروپاشید.
با افزایش درگیری‌های داخلی و متلاشی شدن حکومت مرکزی فشار دول مسیحی بر مسلمانان افزایش یافت و خلافت قرطبه نیز به چند بخش تقسیم شد و به صورت ملوک الطوایفی درآمد. بطوریکه که حکمران سویل یعنی المعتمد و فقهای مالکی حکومتش، از حکومت مرابطون در آفریقای شمالی تقاضای کمک کردند و مرابطون بعد از انجام مأموریتشان حکومت اندلس را در اختیار گرفتند.
حکومت مرابطون در اندلس در سال ۵۳۵ ه‍.ق پایان یافت و تا سال ۵۶۵ ه‍.ق که اندلس تحت قدرت موحدون قرار گرفت، هرج ومرج حکمفرما بود.
اما موحدون نیز همانند مرابطون مدت زیادی دوام نیاوردند و بزودی در سراشیبی سقوط افتادند.
در این شرایط حملات دول مسیحی شمال اسپانیا افزایش یافت و قرطبه درسال۶۳۴ ه‍.ق و سویل در سال ۶۴۵ه‍.ق بدست مسیحیان افتاد.
در این ایام فردی بنام محمد بن یوسف ابن نصر حکومت نصریه را در غرناطه تأسیس کرد.
این حکومت در سال ۶۳۵ ه‍.ق تأسیس شد و بعد از دو قرن و نیم در سال ۸۹۶ ه‍.ق منقرض شد.